# Kriterij (utrka)
Kriterij ili kriterijska utrka je vrsta cestovne biciklističke utrke koji se odvija na kružnoj stazi dužine 800m do 10km. Natjecanja se obično odvijaju po gradskim ulicama i vrlo su popularna jer gledatelji mogu uživo pratiti ovaj tip utrke. Utrka se vozi na određeni broj krugova s plasmanom prema odvoženom broju krugova i plasmanu u zadnjem krugu ili plasmanu prema broju odvoženih krugova i zbroju bodova koji su ostvareni na sprintevima u određenim krugovima, te prema plasmanu u zadnjem krugu. Na ulasku u zadnji krug, odnosno krug koji se boduje, daje se signal zvonom. Ako skupina do 20 natjecatelja bude uhvaćena za krug, ista se isključuje. Kod veće uhvaćene skupine suci odlučuju o njihovom isključenju odnosno nastavku natjecanja.
Općenito su ovakve utrke kraće i intenzivnije, te pogoduju biciklistima koji su bolji sprinteri i tehničari.
| Dužina kruga     | Maks. dužina |
| ---------------- | ------------ |
| 800 - 1.599 m    | 80 km        |
| 1.600 - 2.999 m  | 110 km       |
| 3.000 - 3.999 m  | 132 km       |
| 4.000 - 10.000 m | 150 km       |